# Uitsluitingszoekwoord
Uitsluitingszoekwoorden worden in pay-per-clickadvertenties (PPC) gebruikt om te voorkomen dat deze advertenties op bepaalde zoektermen worden weergegeven. Het toevoegen van uitsluitingszoekwoorden aan een online adverteerdersaccount is een belangrijk onderdeel van Search Engine Advertising, omdat dit het mogelijk maakt om zoekopdrachten te elimineren die waarschijnlijk niet zullen worden omgezet in een conversie, dan wel verkoop. Een bedrijf kan bijvoorbeeld willen adverteren voor "restaurant in Amsterdam", maar niet voor de zoekterm "restaurant vacatures in Amsterdam". In dit geval kan de term "vacatures" worden toegevoegd als een uitsluitingszoekwoord.
Uitsluitingszoekwoorden zijn vaak nodig voor betaalde zoekacties die trefwoorden bevatten op een brede zoekterm of woordgroep. Deze zoektypen tonen advertenties voor extra zoekopdrachten, d.w.z. andere zoekopdrachten dan het eigenlijke trefwoord dat aan het account is toegevoegd. Zo wordt het verwijderen van irrelevante termen vaak noodzakelijk. Een veelvoorkomend gebruik is het toevoegen van algemene uitsluitingszoekwoorden zoals "adres" of de eerder genoemde "vacatures" aan een lijst met uitsluitingszoekwoorden die wordt toegepast op meerdere campagnes. In de e-commerce worden veelal zoektermen als “gratis”, “goedkoop” en “tweedehands” toegevoegd aan de lijst met uitsluitingszoekwoorden.
Een bijkomend gebruik voor uitsluitingszoekwoorden is het doorsturen van internetverkeer naar de hoogst converterende en geoptimaliseerde campagne- of advertentiegroep voor een bepaalde zoekopdracht. Voorbeeld: als een adverteerder laptops en desktops verkoopt, en reclameteksten heeft die specifiek zijn gericht op beide doelgroepen, kan hij merken dat aan sommige zoekers die op zoek zijn naar laptops, desktop-advertenties worden getoond. Uitsluitingszoekwoorden kunnen dan worden ingezet om ervoor te zorgen dat iedere zoeker de meest relevante advertentie te zien krijgt.